# Teror
Teror és un municipi d'Espanya a l'illa de Gran Canària, a les illes Canàries. El municipi de Teror és un dels més antics de l'arxipèlag. La seva història es remunta a l'aparició en 1481 de la Verge del Pi, patrona de Gran Canària. Des de llavors té la consideració de vila mariana, representant la capital religiosa de l'illa. La zona pròxima a la seva basílica està declarada patrimoni històric-artístic: allí poden contemplar-se mansions com la Casa dels Patrons. Altres llocs d'interès de la localitat són els convents del Cister (famós pels seus dolços) i les Dominiques. En els seus voltants es troba la Fuente Agria, del que brollen una preuades aigües minerals. Teror és l'únic municipi de l'illa amb una embotelladora propietat de titularitat pública: Aigües de Teror. També digna d'esment és la finca d'Osorio, entorn d'una antiga mansió aristocràtica, que compta amb diverses rutes i senderes d'exuberant vegetació. L'activitat econòmica del municipi es basa en l'agricultura, l'artesania, el comerç i la indústria alimentària (pastisseria, xarcuteria i embotellat d'aigües minerals). Teror està germanat amb nou municipis: Candelaria (municipi de Tenerife), Nava, Santiago de Cuba, Breña Alta, El Cobre (Cuba), Niebla, Valleseco, Adeje i Vinuesa. El 8 de setembre se celebra el dia major de les festes de la Verge del Pi.